# Zaphanera splendens
Zaphanera splendens is een halfvleugelig insect uit de familie witte vliegen (Aleyrodidae), onderfamilie Aleyrodinae.
Zaphanera splendens is voor het eerst gepubliceerd door David & David in 2007.

## Voorkomen
De soort komt voor in Tamil Nadu in India.